# Colnarji
Colnarji so naselje v Občini Kostel.